# Uuden Musiikin Kilpailu (2021)
A 2021-es Uuden Musiikin Kilpailu egy finn zenei verseny volt, melynek keretein belül a nézők és a nemzetközi zsűri kiválasztották, hogy melyik dal képviselje Finnországot a 2021-es Eurovíziós Dalfesztiválon, Hollandiában. A 2021-es UMK volt a tizedik finn nemzeti döntő.
Az élő műsorsorozatban hét dal versenyzett az Eurovíziós Dalfesztiválra való kijutásért. A döntőben a nézők és a nemzetközi zsűri szavazatai alakították ki a végeredményt. Jelentkezni a 2021-es UMK-ra 2020. szeptember 1-jétől hét napon át lehet. A sorozat ezúttal is egyfordulós volt; csak egy döntőt rendeztek 2021. február 20-án.

## Helyszín
A döntő helyszínéül Tampere városában lévő Mediapolis Televíziós Stúdió szolgált. Legutoljára az előző évben rendezte ugyanez a helyszín a versenyt, amikor Aksel nyerte a versenyt "Looking Back" című dalával. 
| Finnország Tampere |

## Műsorvezetők
A 2021-es műsor házigazdája Antti Tuisku volt, aki először látta el ezt a feladatot. Emellett Mikko Silvennoinen finnül, Johan Lindroos és Eva Frantz svédül, Levan Tvaltvadze oroszul, valamint Jani Kareinen és Katri Norrlin angolul kommentálták a műsort az YLE weboldalán.

## Résztvevők
Az YLE 2019. március 25-én jelentette be, hogy ismét lehet jelentkezni a finn válogatóba. A dalok beküldésének határideje szeptember 7. volt. Az élő műsorba jutottak névsorát a műsorsugárzó 2021. január 13-án jelentette be.
A versenyzők dalait január 14-től 15-ig és január 18-tól 22-ig naponta jelentették be.
| Előadó                    | Dal                                  | Nyelv       | Szerző(k)                                                                                      |
| ------------------------- | ------------------------------------ | ----------- | ---------------------------------------------------------------------------------------------- |
| Aksel Kankaanranta        | Hurt                                 | angol       | Gerard O'Connell, Kalle Lindroth, Joonas Angeria                                               |
| Blind Channel             | Dark Side                            | angol       | Aleksi Kaunisvesi, Joonas Porko, Joel Hokka, Niko Moilanen, Olli Matela                        |
| Danny                     | Sinä päivänä kun kaikki rakastaa mua | finn        | Janne Rintala                                                                                  |
| Ilta                      | Kelle mä soitan                      | finn        | Ilta Fuchs, Väinö Wallenius, Jouni Aslak, Tuomas Kauhanen                                      |
| Laura                     | Play                                 | angol       | Karl-Ander Reismann, Reinis Straume, Laura Põldvere                                            |
| Oskr                      | Lie                                  | angol       | Oskari Ruohonen, Joonas Angeria, David Pramik                                                  |
| Teflon Brothers & Pandora | I Love You                           | angol, finn | Jaakko Salovaara, Axel Ehnström, Mikko Kuoppala, Heikki Kuula, Jani Tuohimaa, Anneli Magnusson |

## Döntő
A döntőt február 20-án rendezte az YLE hét előadó részvételével Tampereben, a Mediapolis Televíziós Stúdióban. A végeredményt nézők és a nemzetközi zsűri szavazatai alakították ki.
| #  | Előadó                    | Dal                                  | Nemzetközi zsűri | Nézők | Összesen | Eredmény |
| -- | ------------------------- | ------------------------------------ | ---------------- | ----- | -------- | -------- |
| 01 | Teflon Brothers & Pandora | I Love You                           | 30               | 150   | 180      | 2.       |
| 02 | Aksel Kankaanranta        | Hurt                                 | 56               | 52    | 108      | 5.       |
| 03 | Laura                     | Play                                 | 4                | 9     | 13       | 7.       |
| 04 | Danny                     | Sinä päivänä kun kaikki rakastaa mua | 22               | 38    | 60       | 6.       |
| 05 | Oskr                      | Lie                                  | 62               | 53    | 115      | 4.       |
| 06 | Blind Channel             | Dark Side                            | 72               | 479   | 551      | 1.       |
| 07 | Ilta                      | Kelle mä soitan                      | 48               | 101   | 149      | 3.       |

A nemzetközi zsűri tagjai:
- Egyesült Államok Carlton Wilborn
- Egyesült Királyság William Lee Adams
- Hollandia Katja Zwart
- Izland Klemens Hannigan
- Lengyelország Lanberry
- Spanyolország Soraya Arnelas
- Svájc Zibbz

| #  | Dal                                  | Egyesült Államok | Egyesült Királyság | Hollandia | Izland | Lengyelország | Spanyolország | Svájc | Összesen |
| -- | ------------------------------------ | ---------------- | ------------------ | --------- | ------ | ------------- | ------------- | ----- | -------- |
| 01 | I Love You                           | 2                | 6                  | 10        | 6      |               | 4             | 2     | 30       |
| 02 | Hurt                                 | 8                | 10                 | 6         | 4      | 8             | 8             | 12    | 56       |
| 03 | Play                                 |                  |                    |           |        | 2             | 2             |       | 4        |
| 04 | Sinä päivänä kun kaikki rakastaa mua | 4                | 4                  | 4         | 2      | 4             |               | 4     | 22       |
| 05 | Lie                                  | 10               | 8                  | 2         | 12     | 10            | 10            | 10    | 62       |
| 06 | Dark Side                            | 12               | 12                 | 8         | 8      | 12            | 12            | 8     | 72       |
| 07 | Kelle mä soitan                      | 6                | 2                  | 12        | 10     | 6             | 6             | 6     | 48       |

## Az Eurovíziós Dalfesztiválon
Finnországnak 2021-ben is rész kell vennie az elődöntőben. 2020. január 28-án osztották fel a résztvevő országokat az elődöntőkbe, a finn előadó a második elődöntő második felében léphet a színpadra.